# Rachiosoma
Rachiosoma is een geslacht van uitgestorven zee-egels uit de familie Glyphocyphidae.

## Soorten
- Rachiosoma cottreaui Lambert, 1936 †
- Rachiosoma hondoensis Cooke, 1953 †
- Rachiosoma krimica Weber, 1934 †
- Rachiosoma pulaviense Kongiel, 1939 †
- Rachiosoma stagnorum Lambert, 1931 †